# Air Andorra

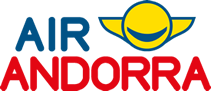
Logo von Air Andorra aus dem Jahr 2014

Air Andorra ist eine vermutlich nicht mehr existierende spanische Startup-Fluggesellschaft mit Sitz in Barcelona, Katalonien und Basis am Flughafen Andorra – La Seu d’Urgell, Katalonien. Die Hauptverwaltung befindet sich am Flughafen Barcelona-El Prat.

## Geschichte
Air Andorra wurde 2013 von einer Gruppe von Luftfahrtexperten und Unternehmern aus Andorra und Katalonien gegründet. Das Ziel des Unternehmens ist es den Tourismus in Andorra zu fördern. Der Heimatflughafen der Air Andorra ist der Flughafen Andorra – La Seu d’Urgell, zwölf Kilometer südlich der Landesgrenze von Andorra. Der Flugbetrieb sollte 2016 aufgenommen werden, dazu kam es jedoch nicht. Das Unternehmen häufte Schulden an, die es nicht mehr bedienen konnte; statt Insolvenz anzumelden, waren die Direktoren Anfang 2020 „verschwunden“. Die Internetpräsenz ist mittlerweile abgeschaltet.

## Flugziele
Air Andorra wollte eigentlich von Barcelona, Toulouse, Porto, Madrid, Palma de Mallorca sowie Ibiza und Lissabon zum Flughafen La Seu d’Urgell fliegen.

## Flotte
Mit Stand März 2019 bestand die Flotte der Air Andorra aus einem Flugzeug.
| Flugzeugtyp | Anzahl | bestellt | Anmerkungen |
| ----------- | ------ | -------- | ----------- |
| ATR 72-200  | 1      |          |             |
| Gesamt      | 1      | -        |             |